# 김민수 (축구인)
김민수(1986년 6월 8일 ~ )은 대한민국의 전 축구 선수이자 현 지도자로 현재 전북 현대 모터스의 통역이다.

## 클럽 경력
봉래초등학교를 졸업하고 김해중학교 축구부에 재학하다가 그 당시 붐이 일었던 브라질 유학길에 올랐다. 당시 브라질 축구 유학생 숫자는 1천명에 달했는데 개중 프로팀에 입단한 선수는 손에 꼽을정도였다.
2003년 안양 감독이었던 조광래의 눈에 들어 안양 LG 치타스에 입단하며 국내에 안착할 수 있었다. 시즌 종료 후 조광래의 거취 불분명과 팀 적응 난조로 결국 스스로 안양과 계약해지하고 브라질로 돌아가 유학생활을 계속했다. 2006년 한국인 선수 중에는 신병호 선수 이후 처음으로 브라질 2부리그 격인 팀과 계약해 작은 화제거리가 되었고 이후 2010년까지 브라질 하부리그에서 선수생활을 계속했다. 2011년 경남 FC에 입단했지만 1군에 이름을 올리지 못하고 시즌 종료 후 선수 생활을 접은 뒤 경남 FC의 포르투갈어 담당 통역관으로 취임하였다. 2013년에는 전북 현대 모터스로 자리를 옮겨 파비오 감독대행의 통역으로 활약하고 있다.